# George Selgin
George A. Selgin, nacido en 1957, es un profesor de economía en el Terry College of Business de la Universidad de Georgia y decano del Cato Institute en Washington D. C., y editor del Econ Journal Watch. Selgin también enseñó en la Universidad George Mason, la Universidad de Hong Kong, y la Universidad de West Virginia. George Selgin es hermano gemelo del escritor e ilustrador Peter Selgin. 

## Visión económica
Las principales áreas de investigación de George Selgin se basan en la teoría monetaria, teoría bancaria y macroeconomía. Además, junto con Kevin Dowd y Lawrence H. White, es uno de los cofundadores de la escuela moderna de la banca libre, que se basa en las teorías de Friedrich Hayek para abogar por la desnacionalización del dinero y la libre elección de moneda.
La afirmación central de la escuela de banca libre es que los efectos de la intervención del gobierno en los sistemas monetarios no se pueden apreciar correctamente excepto con referencia a una teoría de la política monetaria laissez-faire, de forma análoga a la teoría del libre comercio que nos explica la comprensión moderna de los efectos de los aranceles y otras barreras al comercio. Los defensores de la banca libre sostienen que las crisis financieras y los ciclos económicos se deben en gran parte a la interferencia de los gobiernos y de los bancos centrales en los acuerdos monetarios competitivos entre las personas, incluyendo la legislación que concede derechos exclusivos a los bancos centrales para emitir papel moneda.
Selgin también es conocido por sus investigaciones sobre la acuñación de monedas, incluyendo estudios de la ley de Gresham y de la acuñación privada de monedas durante la Revolución Industrial de Gran Bretaña, y por su defensa de una "norma de la productividad" en la política monetaria, un plan para que los hacedores de políticas lleven la tasa de crecimiento del producto interno bruto nominal a un nivel que permita declinar al nivel general de precios junto con los costos reales (unidad) de la producción de mercancías. Según Selgin, evitando una leve deflación en respuesta al aumento de la productividad, las autoridades monetarias se arriesgan sin querer a alimentar auges insostenibles o burbujas económicas, preparando el escenario para la consiguiente recesión.

## Libros
- Good Money: Birmingham Button Makers, the Royal Mint, and the Beginnings of Modern Coinage (2008). ISBN 978-0-472-11631-7.
- Bank Deregulation and Monetary Order (1996). ISBN 0-415-14056-0.
- Less Than Zero: The Case for a Falling Price Level in a Growing Economy (1997). ISBN 0-255-36402-4.
- Readings in Money and Banking (1995). ISBN 0-536-58930-5.
- The Theory of Free Banking: Money Supply under Competitive Note Issue (1988). ISBN 0-8476-7578-5.